# ناثانيل جيمس فرازير
ناثانيل جيمس فرازير (بالإنجليزية: Nathaniel James Fraser)‏ هو لاعب كرة قدم بريطاني، (ولد في غلاسكو في المملكة المتحدة 1913 – 1997 م). لعب مع بلاكبيرن روفرز ونادي دمبرتون ونادي ريكسهام ونادي ستنهاوسموير.